# نرسه (پسر اردشیر بابکان)
نرسه (پارسی میانه: Narseh) یکی از شاهزادگان ساسانی در سده سوم میلادی، پسر اردشیر بابکان و برادر شاپور یکم بود.

## زندگی

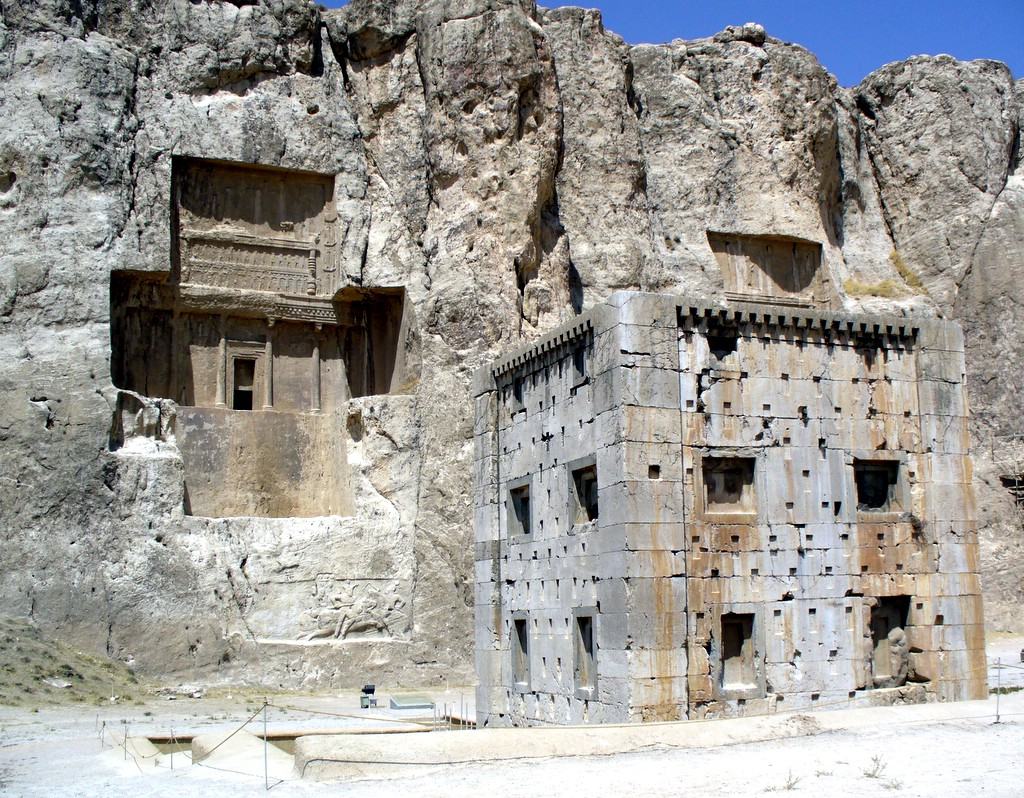
کعبه زرتشت، جایی که سنگ‌نوشته شاپور یکم حک شده است

از نرسه در سنگ‌نوشته شاپور یکم بر کعبه زرتشت در میان اعضای خاندان سلطنتی ساسانی با عنوان شاهزاده (پارسی میانه: wispuhr) یاد شده است. دریافتن رابطه او با دیگر اعضای خاندان ساسانی ناممکن است اما احتمالاً او پسر اردشیر بابکان و مورود بانو و برادر شاپور یکم بود.